# Campionato polacco di pallavolo maschile
Il campionato polacco di pallavolo maschile è un insieme di tornei pallavolistici per squadre di club polacche, istituiti dalla Federazione pallavolistica della Polonia.

## Struttura
- Campionati nazionali professionistici:

Polska Liga Siatkówki: a girone unico, partecipano quattordici squadre.
- Campionati nazionali non professionistici:

I liga: a girone unico, partecipano dodici squadre;
II liga: ?;
III liga: ?;
IV liga: ?.